# Net-to-gross
In de olie-industrie is de net-to-gross ratio (Nederlandse vertaling: netto-bruto ratio) een manier om de economische waarde van een aan te boren reservoir aan te geven. In de industrie wordt uitsluitend de Engelse term gebruikt.

## Verklaring
De precieze betekenis van net-to-gross is sterk afhankelijk van welke parameters gekozen worden. Zes factoren over drie parameters (dikte, reservoir en pay) spelen een belangrijke rol bij het bepalen van de economische waarde van een reservoir:
1. Gross dikte - De dikte van een gekozen eenheid A; meestal een bepaalde formatie. Deze eenheid A heeft niets te maken met de hoeveelheid of type vloeistof (olie of gas), of de gesteente-eigenschappen porositeit en permeabiliteit in die formatie.
2. Net(to) dikte - De dikte van een volume binnen de gekozen eenheid A waardoor olie of gas kan stromen. De grenswaarden van dit volume, voornamelijk afhankelijk van porositeit en permeabiliteit, bepalen de dikte van dit volume.
3. Gross reservoir - De dikte van bovenkant tot onderkant van een volume binnen een formatie dat als reservoir wordt aangemerkt. Binnen dit reservoir kunnen echter nog ondoordringbare barrières bestaan, waardoor de connectiviteit van het reservoir beperkt kan worden.
4. Net(to) reservoir - De lagen binnen het gross reservoir dat slechts als reservoir fungeert. De ondoordringbare lagen zonder reservoir eigenschappen worden hier niet bijgerekend.
5. Gross pay - Het volume binnen het gross reservoir dat koolwaterstoffen bevat. Het volume reservoir dat slechts water bevat, wordt hier dus niet meegerekend. De ondoordringbare niet-reservoir lagen worden hier wel meegerekend.
6. Net(to) pay - Het volume binnen het netto reservoir dat koolwaterstoffen bevat. De niet-reservoir lagen binnen een gross reservoir worden hier niet meegenomen.

## Voorbeelden
- In een formatie die slechts bestaat uit reservoirkwaliteit gesteente en 100% olie en/of gas bevat, zijn alle factoren gelijk.
- In een formatie die een afwisseling van reservoirkwaliteit en non-reservoir gesteente kent, zullen de gross dikte en de netto dikte sterk verschillen.
- In een reservoir dat veel ondoordringbare lagen (zoals klei of anhydriet) bevat, zullen gross en netto reservoir veel uit elkaar liggen.
- In een reservoir dat een lage olie- of gassaturatie heeft (en dus relatief veel water bevat), zal de gross pay een stuk lager liggen dan de gross reservoir.

## Net-to-gross
De berekening van net-to-gross kan dan betrekking hebben op alle drie de parameters (dikte, reservoir of pay), maar ook berekeningen van net pay over gross dikte komen voor. Zonder duidelijke definitie op welke factoren de net-to-gross ratio wordt gebaseerd, is daarmee niet impliciet vast te stellen wat net-to-gross in dat specifieke geval betekent. Dit kan leiden tot spraakverwarring en het hanteren van verschillende standaards, bijvoorbeeld bij het berekenen van de hoeveelheid reserves van een oliemaatschappij zoals in 2004 bij het Nederlands-Britse Shell en in 2006 bij het Spaanse Repsol gebeurd is.